# 刘西拉
刘西拉（1940年1月—2023年12月21日），男，山东青州人，生于重庆，中国土木工程专家，曾任上海交通大学讲席教授、上海交通大学土木工程系学术委员会主席，第八、九、十届全国政协委员。

## 生平
刘西拉于1940年1月生于重庆，其家庭具有教师背景，父亲是中国药科大学的终身教授。1952年进入南京市第二中学（现南京田家炳高级中学）初二（甲）班就读。虽然其成绩一直位居班中第一，但由于不守纪律，操行等第被老师评为丙级。就读期间，其个人爱好是踢足球和演奏小提琴。之后他在300名录取生中，以第一名的成绩考入该校高中部，仍在甲班就读。1957年高中毕业后，考入清华大学土木工程系。刘西拉先后于1963年和1965年分别毕业于土木工程系工业与民用建筑专业和工程结构教研组研究生，1968年进入位于成都的国家建委西南建筑科学研究所工作。
1981年，刘西拉赴普渡大学土木系就读研究生。在美期间，他于1985年获得了美国土木工程学会（ASCE）的结构研究奖，也是唯一获奖者。同年，刘西拉回国，在母校清华担任土木工程系讲师，1986年6月任副教授，1987年任正教授，1990年国务院学位办公室授予博士生指导教授。1992至1998年任清华大学土木工程系主任，1998至2000年任上海交通大学建工与力学学院副院长兼土木与建筑工程系主任，兼清华大学土木工程系主讲教授。2001年至2005年任清华大学土木工程系双聘教授，后任上海交通大学讲席教授。刘西拉与陈陈先后培养出150多位博士、硕士，大部分发展为研究院、设计院和公司的总工程师。
2017年，当选为发展中世界工程技术科学院创始会士。
2023年12月21日17时32分，刘西拉因病医治无效在上海逝世，享年83岁。其告别仪式于12月27日10时在龙华殡仪馆大厅举行。

## 主要成就
刘西拉先后参与过首都机场T3航站楼、奥运会会议中心、央视新大楼、外交部公寓、北京西站、京沪高铁、武广客专、京津城际、北京地铁、天津地铁、广州地铁、国贸桥、花园桥、万家寨水利枢纽、丹江口水库等多个新建和改造加固项目的锚固和粘接工作，拥有自主研发的十多项专利技术。

## 主要奖项
1978年，刘西拉负责的科研课题“钢筋混凝土离心管结构”获第一次全国科学大会奖；1988年被中国土木工程学会评为全国优秀中青年科技工作者；1989年被评为北京市优秀教师；1990年，其负责的有关“厂房破损评估专家系统方法的研究”获四川省科技进步二等奖；1991年被国家教委、人事部表彰为“有突出贡献的回国留学人员”，同年荣获国务院颁发的政府特殊津贴；1994年被国家科委任命为国家攀登计划“重大土木与水利工程安全性与耐久性的基础研究”首席科学家；1995年与1997年因“工程建设中的智能决策系统”和“高层建筑施工安全分析”两项研究分别获国家教委科技进步二等奖；1998年被选为国际建造研究理事会常务委员会委员，美国佛罗里达大学授予“Rinker杰出学者”称号，是荣获此称号的第一个中国学者；2000年因“建（构）筑物破坏模型及仿真研究”获国家经贸委首届安全科技进步二等奖；2001年因“重大土木工程安全性与耐久性的基础研究”作为第一获奖者获中国教育科学二等奖，同年分别被英国土木工程师学会和国际桥梁与结构工程学会授予资深会员称号。此外他还获得过“上海教学名师”、上海交大“优秀教师”特等奖、上海交大“教学成果特等奖”、“最受学生欢迎的教师奖”、美国土木工程师学会优秀导师奖、上海交大“学生工作特别贡献奖”、“师德标兵”等荣誉称号。2015年，刘西拉被上海市教委评为上海2015年“教书育人楷模”；2016年2月1日当选为“2015上海教育年度新闻人物”；2017年9月获上海交通大学首届校级最高荣誉“教书育人一等奖”。2021年，刘西拉家庭获评“全国最美家庭”。

## 个人爱好
刘西拉喜好音乐，他于9岁时即开始练习小提琴，在高中毕业前会前往老师家中学琴。考入清华后，刘西拉进入学校乐队接受音乐培训，之后成长为清华大学管弦乐队首席成员。2008年，刘西拉与爱好音乐的校友成立了清华大学上海校友会艺术团，刘西拉任团长。2017年6月10日，刘西拉与夫人陈陈及众多校友在央视一套《出彩中国人》节目同台演绎我爱你中国。2021年，刘西拉率领的艺术团在央视网络春晚舞台上共同演唱同一个少年，而后在2022年网络春晚再度演绎热爱与少年。

## 家庭
- 妻子：陈陈，1956年以数理化三门满分的成绩考入清华大学电力专业，后任上海交通大学电气工程系教授[5]。1967年9月3日，二人在南京结婚，育有一子[11]。二人婚后为响应国家号召参加大三线建设，在各自的单位工作十多年，每逢周末才能团聚。1980年代，二人先后公派到美国普渡大学留学，是普渡大学第一对来自中国大陆的研究生夫妻，后成为公派留美取得博士学位后第一对归国的夫妻。陈陈回国后就职于上海交通大学，而刘西拉回国后，由于交大的土木工程系刚刚恢复，不能招收研究生，于是暂时回到北京，在清华大学任教。1998年，刘西拉从清华转至上海交大，与同在上海交大工作的陈陈重逢[11]。陈陈早年亦喜好音乐，从小学开始便练习钢琴，此后进入清华大学学生文工团任钢琴伴奏[12][13]。